# Dans les brumes

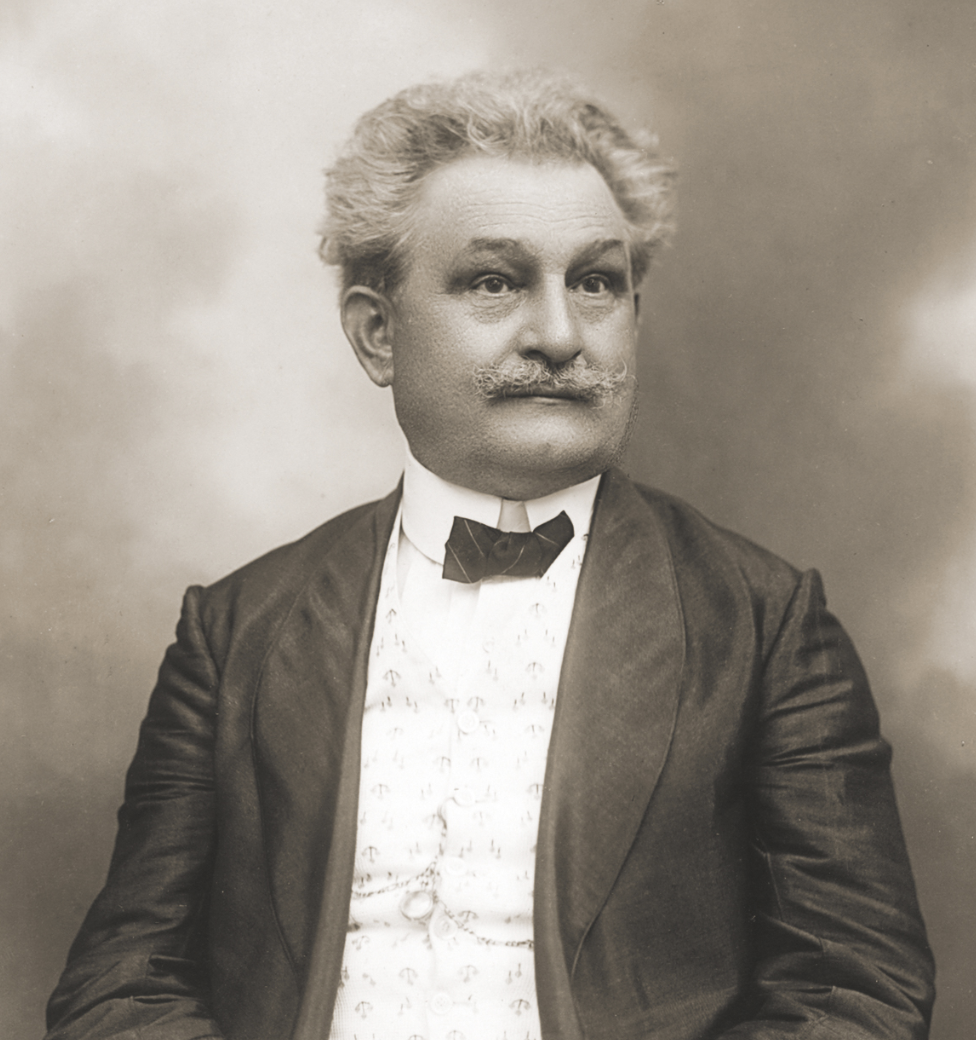
Leos Janáček en 1914

Dans les brumes est un cycle de quatre pièces de Leoš Janáček. Composé en 1912, ce cycle a été accepté pour publication à un concours d'un club d'amis de l'art de Brno. Toutefois l’œuvre n'apparaît que l'année suivante car Janáček cède la place à son étudiant Jaroslav Kvapil. L’œuvre a été joué pour la première fois par Marie Dvoráková le 24 janvier 1914. Une second édition de l’œuvre est republié en 1924. L’œuvre reflète l'état émotionnel du compositeur, qui souffrait de doutes quant à sa capacité à créer.

## Analyse de l'œuvre
1. Andante (2/4 en ré bémol majeur) : par ses demi-teintes et sa basse en balancement, cette pièce évoque Debussy.
2. Molto adagio (2/8 en ré bémol majeur) : ses ruptures de ton et de tempo installent un climat dramatique.
3. Andantino (4/8 en sol bémol majeur) : Pièce élégiaque et lyrique.
4. Presto (5/8, 2/4 en ré bémol majeur) : ses cadences modales et ses sonorités archaïques renvoient à un passé pré-baroque.